# Marie-Thérèse de Habsbourg-Lorraine-Teschen
 (juillet 2009).
Si vous disposez d'ouvrages ou d'articles de référence ou si vous connaissez des sites web de qualité traitant du thème abordé ici, merci de compléter l'article en donnant les références utiles à sa vérifiabilité et en les liant à la section « Notes et références ».
Titre
Reine consort des Deux-Siciles
27 janvier 1837 – 22 mai 1859
Marie-Thérèse Isabelle de Habsbourg-Teschen, archiduchesse d'Autriche, princesse-abbesse du chapitre de Dames nobles de Prague puis, par son mariage, reine des Deux-Siciles, est née à Vienne (Empire d'Autriche) le 31 juillet 1816 et est morte à Albano Laziale (États Pontificaux) le 5 août 1867.

## Biographie

### Famille
Fille de l'archiduc Charles-Louis d'Autriche, duc de Teschen, le « héros d'Aspern » qui se distingua face à Napoléon et de Henriette de Nassau-Weilbourg, l'archiduchesse est l'aînée des enfants du couple archiducal et on lui attribue le prénom de sa glorieuse arrière-grand-mère, l'impératrice Marie-Thérèse « La Grande ».
Bien que leur mère soit protestante — ou à cause de cela — la fratrie est élevée dans une piété catholique exigeante. Son frère cadet l'archiduc Albert, proche de l'archiduchesse Sophie, sera un conservateur convaincu. Les autres membres de la fratrie feront peu parler d'eux. L'archiduc Frédéric, officier dans la marine impériale, mourra prématurément en 1847. L'archiduc Guillaume deviendra grand-maître de l'Ordre Teutonique. L'archiduc Charles-Ferdinand assurera la continuité de la lignée, l'archiduchesse Marie-Caroline épousera un cousin mais son couple n'aura pas de postérité.

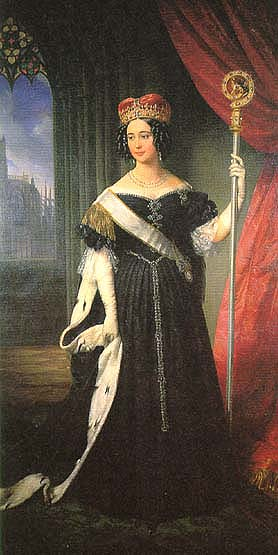
Marie-Thérèse d'Autriche, abbesse du chapitre de Dames nobles de Prague.

L'archiduchesse perd sa mère à l'âge de 13 ans. Son oncle, l'empereur François Ier d'Autriche fera alors preuve de grandeur d'âme et d'un esprit de famille certain. La question se posa du lieu d'inhumation de cette princesse protestante : « Elle fut avec nous en cette vie, il est normal qu'elle le soit aussi dans la mort » dit le chef de famille. Le corps de l'archiduchesse protestante - la seule de l'histoire - fut déposé dans la crypte des Capucins, nécropole de la famille impériale. Elle est jusqu'à nos jours la seule personnalité protestante inhumée en ce lieu.
L'archiduchesse Marie-Thérèse est d'abord nommée abbesse du chapitre de Dames nobles de Prague  comme le furent avant elles nombres d'archiduchesses de la maison impériale. Elle fut pressentie pour épouser le prince royal Ferdinand d'Orléans, fils aîné du roi des Français Louis-Philippe Ier. Le destin tragique de la reine Marie-Antoinette puis de l'impératrice Marie-Louise qui avaient épousé des monarques français, n'enthousiasmait guère la cour de Vienne  qui ne souhaitait pas sacrifier une troisième génération d'archiduchesse. Cependant, l'archiduchesse Marie-Thérèse ne fut pas insensible au charme du prince français qui avait eu l'idée originale pour l'époque de parcourir l'Europe afin de rencontrer personnellement sa future épouse au lieu de charger les diplomates de conclure une union répondant aux seuls intérêts politiques. Cependant l'attentat de Fieschi ruina les espérances françaises. La France n'était décidément pas un pays sûr.
L'année suivante, l'archiduchesse épousa le 27 janvier 1837 Ferdinand II des Deux-Siciles, veuf de Marie-Christine de Savoie (béatifiée en 2014) de qui il avait eu François, duc de Calabre, héritier du trône. La reine s'occupa avec beaucoup d'attention de son beau-fils et, avec une régularité constante, donnera en vingt ans de mariage douze enfants à son mari.

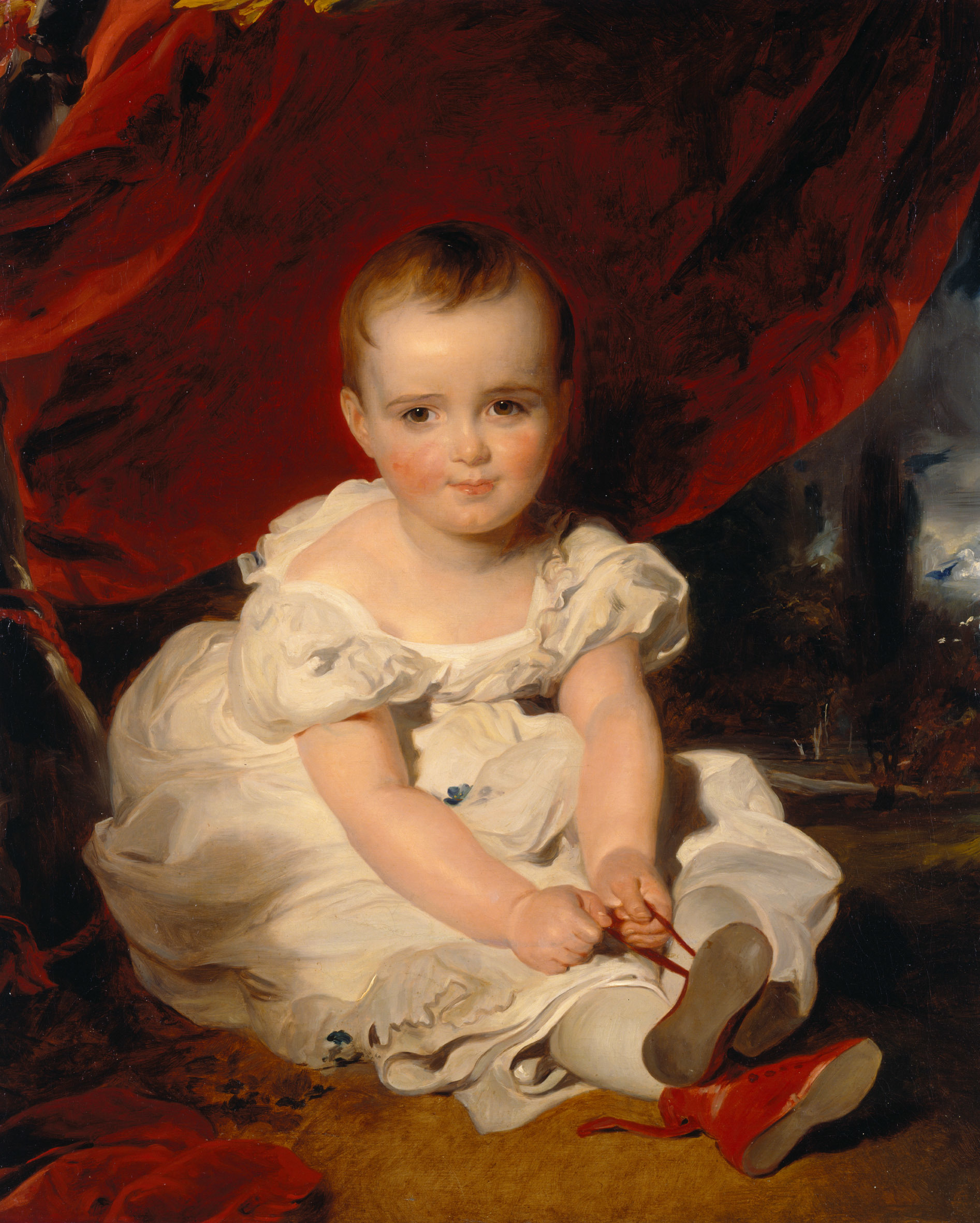
l'Archiduchesse Marie-Thérèse âgée de 3 ans, par Dafffinger, 1819.
L'archiduchesse avec son père et ses frères et sœurs, (à gauche, le buste de sa mère défunte) (1832)
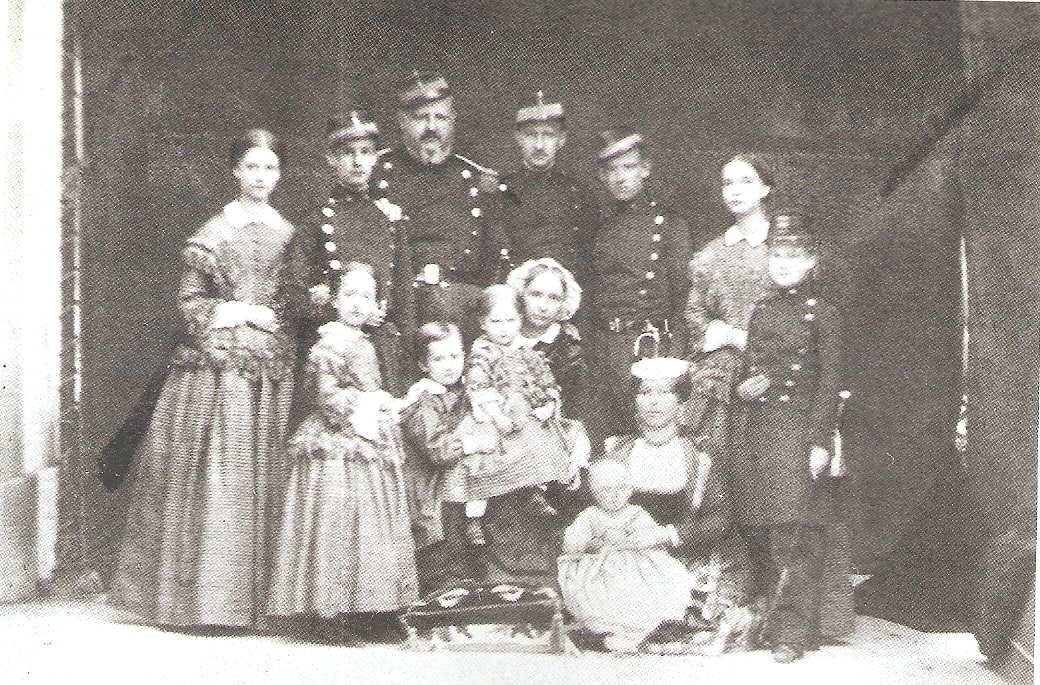
La famille royale (vers 1857).
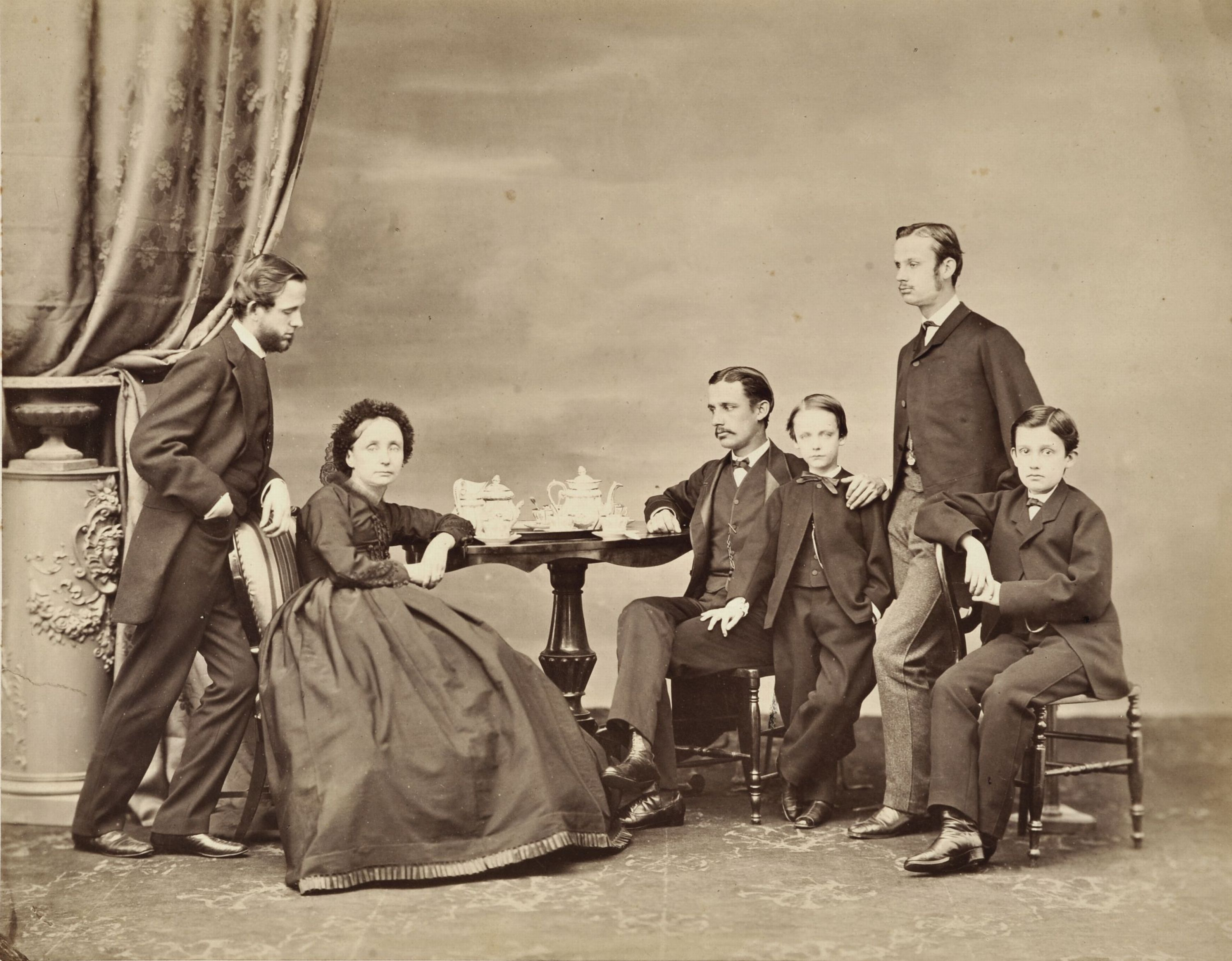
La reine-mère entourée de ses fils, les comtes de Trani, d'Agrigente, de Castalgirone, de Caserte et de Bari (1862).
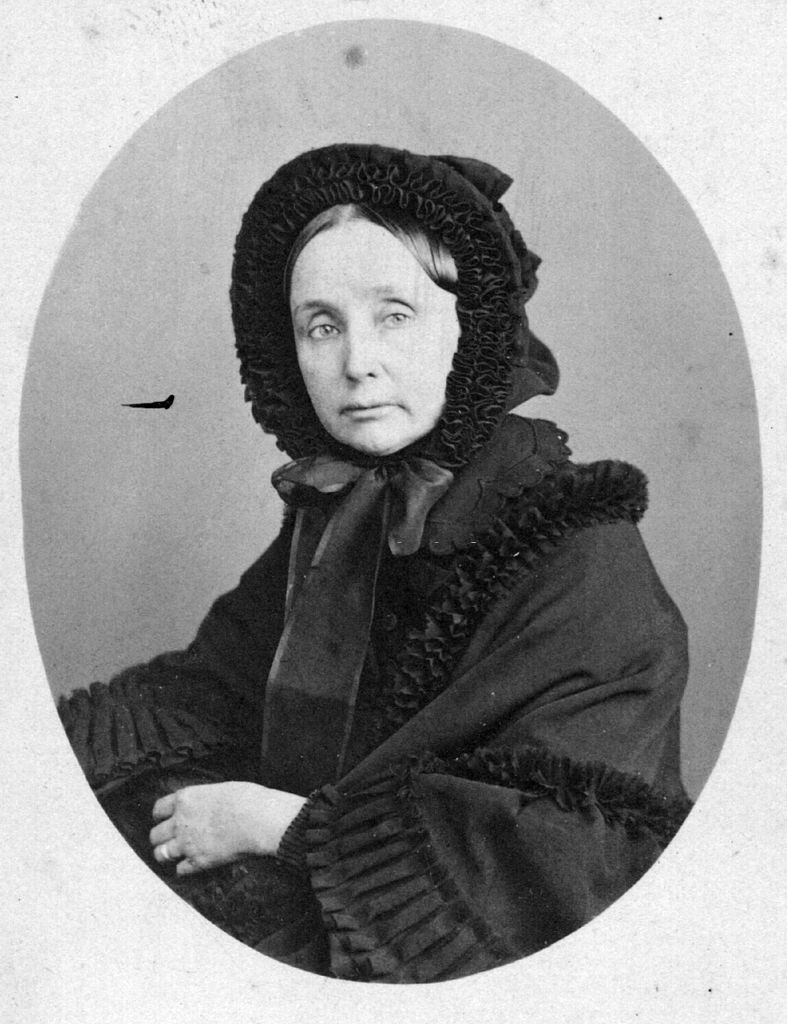
La reine-mère en exil (1866).

Douze enfants sont issus de cette union :
- Louis, comte de Trani, (1838-1886), en 1862 il épousa Mathilde en Bavière (1843-1925) (d'où une fille)
- Albert (1839-1844)
- Alphonse, comte de Caserte, (1841-1934)  en 1868 il épousa Marie-Antoinette des-Deux-Siciles (1851-1938) (postérité)
- Marie-Annonciade (1843 - 1871) en 1862 elle épousa Charles-Louis d'Autriche (1833-1896),
- Marie-Immaculée (1844-1899), en 1861 elle épousa Charles Salvator de Habsbourg-Toscane (1839-1892)
- Gaétan, comte d'Agrigente (1846-1871) en 1868 il épousa Marie-Isabelle d'Espagne (1851-1931)
- Joseph, comte de Lucera (mars 1848-1851)
- Maria-Pie (1849-1882), en 1869 elle épousa Robert Ier, duc de Parme (1848-1907)
- Vincent, comte de Melazzo (1851-1854)
- Pascal, comte de Bari, (1852-1904)  en 1878 il épousa Blanche Marconnay (1848-1926)
- Marie-Louise (1855-1874), en 1873 elle épousa Henri de Bourbon-Parme (1851-1905), comte de Bardi
- Janvier, comte de Caltagirone (1857-1867)

### Reine des Deux-Siciles
Tout en menant à terme douze grossesses, la reine sera l'âme des gouvernements de son mari et de son beau-fils François II des Deux-Siciles. Prônant une politique autoritaire et anti-révolutionnaire, elle prend également soin de son beau-fils et de ses enfants mais loin de les préparer à affronter les défis du siècle, elle les maintient à l'écart du monde dans une enfance prolongée.
En 1848, le royaume des Deux-Siciles inaugure le vaste mouvement révolutionnaire qui embrase l'Europe continentale. Les rois réagissent avec vigueur. Tandis que Ferdinand II accueille le pape Pie IX, et le grand-duc Léopold II de Toscane, chassés de leurs états, dans la forteresse de Gaète, les souverains du nord de l'Italie cherchent refuge auprès de l'empereur d'Autriche lui-même confronté à la révolution. Dans toute l'Europe, la répression est terrible et les souverains retrouvent leur trône. Ferdinand II fait bombarder la ville de Messine. Cette action est condamnée par l'Europe libérale qui ne voit plus en lui qu'un souverain réactionnaire et sanguinaire (alors que le bombardement de Gênes par le libéral Victor-Emmanuel II de Sardaigne n'est pas évoqué).
En 1856, la politique du roi est même ouvertement fustigée par l'ambassadeur du roi Victor-Emmanuel II de Sardaigne lors du congrès de Paris qui doit mettre fin à la Guerre de Crimée. L'Angleterre, rivale des Deux-Siciles en Méditerranée, soutient la Sardaigne.
La même année, le 8 décembre, à la sortie de la messe célébrant la fête de l'Immaculée Conception (récent dogme défini par le pape Pie IX en 1854), le roi Ferdinand II est la cible d'un attentat perpétré par un simple soldat de sa garde, Agesilao Milano. S'il retrouve rapidement la santé, le moral du souverain est durablement atteint. Ferdinand II vit de plus en plus reclus au sein de sa famille à l'écart du monde. Toujours allié à l'Autriche, il marie son fils aîné François à une sœur de l'impératrice d'Autriche Marie-Sophie en Bavière. Cependant, malgré ses 23 ans, le prince héritier reste un enfant immature et ne peut consommer son mariage. Le roi  meurt peu après les noces.
Son fils lui succède mais il n'est pas un homme d'envergure et la reine-mère Marie-Thérèse conserve son influence. Le royaume des Deux-Siciles est envahi par les Chemises rouges de Garibaldi. Les armées siciliennes sont rapidement vaincues. Le roi, sa famille et sa cour s'enferme dans la forteresse de Gaète. La reine-mère l'y suit mais la situation devenant de plus en plus difficile, elle trouve refuge avec ses sept plus jeunes enfants dans les États pontificaux sous la protection du pape Pie IX tandis que le roi, la reine née Marie-Sophie de Bavière, le comte de Trani et le comte de Caserte, ses fils aînés subissent un siège héroïque.face aux troupes sardes tandis que "l'expédition des Mille", sous le commandement de Giuseppe Garibaldi, envahit la Sicile et le sud du royaume. Vaincu le roi, la reine et leurs derniers fidèles se réfugient à Rome dans ce qui reste des États Pontificaux protégés par la France. Le couple royal se déchire et la reine dissimule dans un couvent de sa Bavière natale la naissance d'une fille adultérine .
Exilée, la reine-mère fut soutenue par sa parentèle et maria brillamment ses enfants. Ses filles se marièrent au sein de la famille impériale et l'appui de son beau-frère, l'archiduc Rainier Ferdinand d'Autriche, ministre-président de l'empire, permit au jeune comte d'Agrigente d'intégrer l'armée Autrichienne. Le jeune homme se distingua à la bataille de Sadowa puis épousa la fille aînée de la reine d'Espagne tandis que le comte de Trani épouse la duchesse Mathilde en Bavière, soeur de la reine Marie-Sophie.
Les années 1860 sont des années terribles pour la maison de Habsbourg-Lorraine et la maison de Bourbon-Siciles. Les défaites de 1859 et de  1866 obligent l'empereur d'Autriche à d'importants changements politiques et à s'engager sur une voie plus libérale. Ce sont aussi des années où le roi François II et son frère, le comte de Trani connaissent des déboires conjugaux puis se réconcilient avec leurs épouses. En 1867, la comtesse de Trani donne naissance à une fille. La joie sera de courte durée. Si la faille des Trani survit, celle des souverains meurt peu après sa naissance et 1867 sera année de tragédie marquée notamment par la mort tragique de l'archiduchesse Mathilde, nièce de la reine-mère, qui périt à 19 ans, brûlée vive dans sa robe de bal qui avait pris feu et l'exécution de l'empereur Maximilien Ier du Mexique, frère de l'empereur François-Joseph, par ses sujets rebelles. À l'été une épidémie de choléra se répand dans les États pontificaux. Fuyant la maladie, la reine-mère se retire à la campagne à Albano Laziale. Malheureusement, le plus jeune de ses fils contracte la maladie. La reine-mère soigne elle-même son enfant qui lui transmet son mal. Elle en meurt le 5 août 1867 et est inhumée en la basilique Santa Chiara de Naples, nécropole des rois des Deux-Siciles. Son fils la suivit de près dans la tombe.